# 435 км
435 км (рос. 435 км) — селище у складі Адамовського району Оренбурзької області, Росія.

## Географія
Знаходиться у східній частині регіону, в підзоні типчаково-ковилових степів, на річці Урус-Кіскен.
Клімат характеризується як різко континентальний з морозною зимою та спекотним літом. Середньорічна температура повітря становить 1,5 °C. Абсолютний максимум температури повітря становить 42 ° С; абсолютний мінімум — −42 °C. Середньорічна кількість атмосферних опадів становить 280—330 мм. При цьому близько 75 % опадів випадає у теплий період. Сніговий покрив тримається в середньому близько 152 днів на рік.

## Історія
Роз'їзд засновано 1928 року при будівництві Троїцько-Орської залізничної лінії.

## Населення
Населення — 6 осіб (2010; 12 у 2002).
Національний склад (станом на 2002 рік):
- казахи — 59 %
- росіяни — 33 %

## Господарство
Дорожнє господарство Південно-Уральської залізниці. Діє зупинний пункт 435 км. Ходить електричка 6611 «Айдирля — Орськ». Автодорога 53К-4301000 «Оренбург — Орськ» в пішій доступності.